# Setophaga adelaidae
La reinita puertorriqueña o reinita mariposera (Setophaga adelaidae) es una especie de ave paseriforme de la familia Parulidae endémica del archipiélago de Puerto Rico. 

## Taxonomía
El nombre científico de la especie conmemora a Adelaide Swift, la hija de Robert Swift, la persona que capturó el espécimen con que se describió la especie.
El complejo S. adelaidae inicialmente se consideraba una única especie, con tres poblaciones presentes en Barbuda, Puerto Rico y Santa Lucía. Cada una de ellas era considerada una subespecie: S.a. subita, S.a. adelaidae y S.a. delicata, respectivamente. Posteriormente estas subespecies fueron elevadas al rango de especies la reinita de Barbuda (Setophaga subita) y la reinita de Santa Lucía (Setophaga delicata) y la reinita puertorriqueña.
En 2011 la unión de ornitólogos estadounidense reestructuró la familia Parulidae, resultando D. adelaidae trasladada al género Setophaga.

## Descripción

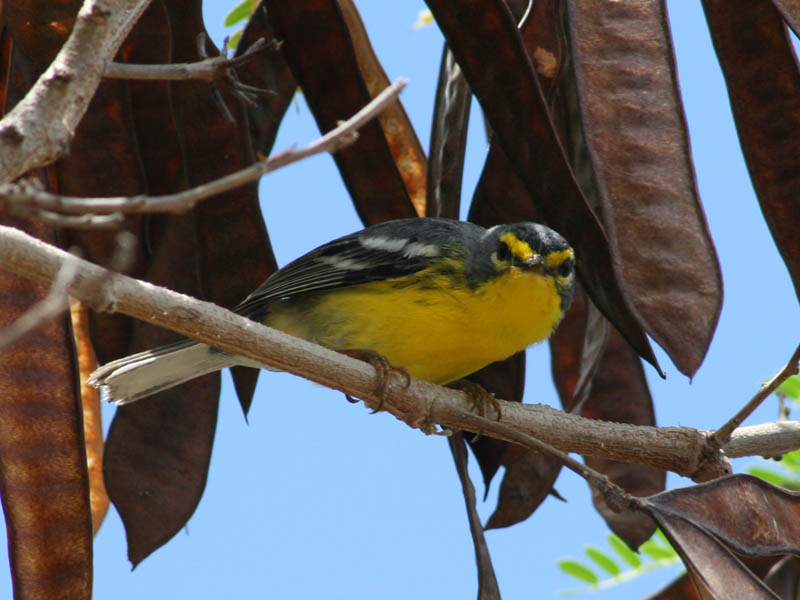
Ejemplar en Vieques.

La reinita puertorriqueña mide alrededor de 12 cm de largo y pesa una media de 7 g. Tiene las partes superiores principalmente grises y las inferiores de color amarillo intenso, excepto la parte inferior de la cola que es blanca. Presenta listas superciliares amarillas que se extienden hasta el lorum y una media luna blanquecina bajo cada ojo.

## Distribución y hábitat
La reinita puertorriqueña ocupa la isla de Puerto Rico y la isla de Vieques. La especie se encuentra en los bosques secos de la región sur de Puerto Rico, como en la reserva del bosque estatal de Guánica y los de la cordillera Central de la isla.

## Comportamiento
Es un pájaro insectívoro que se alimenta picoteando entre las hojas de los árboles en los niveles medios y altos del bosque. Ocasionalmente también come arañas y pequeños anfibios como los coquíes. Esta especie generalmente se desplaza en bandadas mixtas que suelen incluir a san pedritos, vireos y otros parúlidos. 
La reinita puertorriqueña construye su nido a una altura entre 1 y 7 metros de altura, donde la hembra suele poner entre 2 y 4 huevos moteados. 